# Список кардиналов, возведённых папой римским Климентом VI

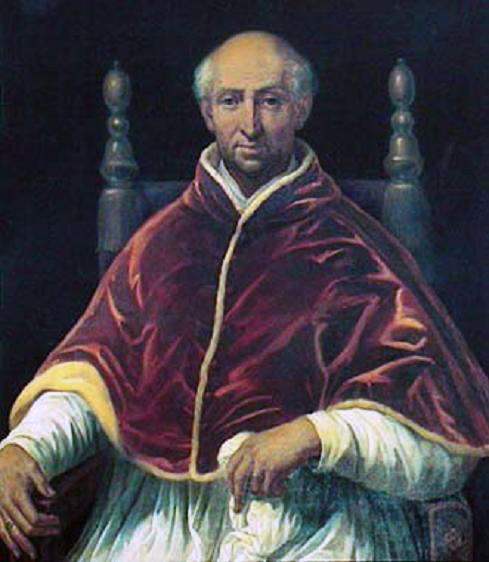
Папа Климент VI

Кардиналы, возведённые Папой римским Климентом VI — 27 прелатов и клириков были возведены в сан кардинала на четырёх Консисториях за десять с половиной лет понтификата Климента VI.
Самой крупной консисторией была Консистория от 17 декабря 1350 года, на которой было возведено двенадцать кардиналов.

## Консистория от 20 сентября 1342 года
- Эли де Набиналь, O.F.M., титулярный латинский патриарх Иерусалимский (Авиньонское папство);
- Ги Булонский, архиепископ Лиона (Франция);
- Эмери де Шалю, епископ Шартра (Франция);
- Андреа Гини Мальпиги, епископ Турне (Франция);
- Этьен Обер, епископ Клермона (Франция);
- Юг Роже, O.S.B., избранный епископ Тюля (Франция);
- Адемар Робер, апостольский нотарий (Авиньонское папство);
- Жерар де Ла Гард, O.P., генеральный магистр ордена проповедников (Авиньонское папство);
- Пьер Сирьяк (Авиньонское папство);
- Бернар де Ла Тур, каноник соборного капитула Лиона (Франция);
- Гийом де Ла Жюжи, каноник и архидиакон Парижа (Франция).

## Консистория от 19 мая 1344 года
- Пьер Бертран младший, епископ Арраса (Франция);
- Николя де Бесс, епископ Лиможа (Франция).

## Консистория от 28 или 29 мая 1348 года
- Пьер Роже де Бофор, апостольский нотарий (Авиньонское папство);
- Доминик Серра, O. de M., генеральный магистр ордена мерсердариев (Франция).

## Консистория от 17 декабря 1350 года
- Хиль Альварес де Альборнос, C.R.S.A., архиепископ Толедо (королевство Кастилия);
- Пастёр де Сарра, O.F.M., архиепископ Амбрёна (Франция);
- Раймон де Канильяк, C.R.S.A., архиепископ Тулузы (Франция);
- Гийом д’Эгрефой старший, архиепископ Сарагосы (Испания);
- Никола Капоччи, епископ Уржеля (королевство Арагон);
- Пектен де Монтескьё, епископ Альби (Франция);
- Арно де Вильмюр, C.R.S.A., епископ Памье (Франция);
- Пьер де Кро, епископ Оксерра (Франция);
- Жиль Риго, O.S.B., аббат аббатства Сен-Дени (Франция);
- Жан де Мулен, O.P., генеральный магистр ордена проповедников (Авиньонское папство);
- Ринальдо Орсини, апостольский нотарий (Авиньонское папство);
- Жан де Караман, племянник Папы Иоанна XXII, апостольский нотарий (Авиньонское папство).